# Long Gone (Fair Warning)
Long Gone è il primo singolo estratto dal primo e omonimo album dei Fair Warning.

## Formazione
- Tommy Heart (voce)
- Andy Malecek (chitarra)
- Helge Engelke (chitarra)
- Ule Ritgen (basso)
- C.C.Behrens (batteria)

## Tracce
1. Long Gone (Edit)
2. One Step Closer
3. The Heat of Emotion
4. Long Gone (Album)